# Stadstoren (Venlo)

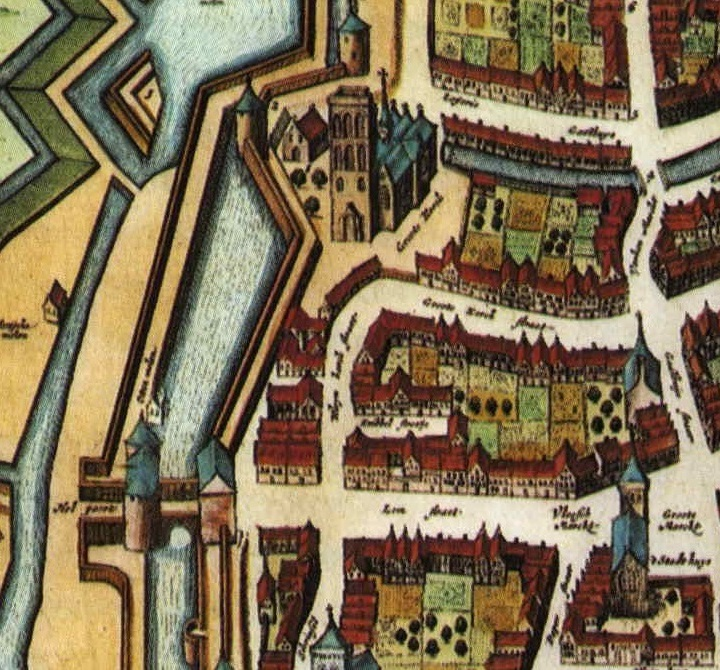
De verlaagde Stadstoren op Joan Blaeu's Toonneel der Steden uit 1652.

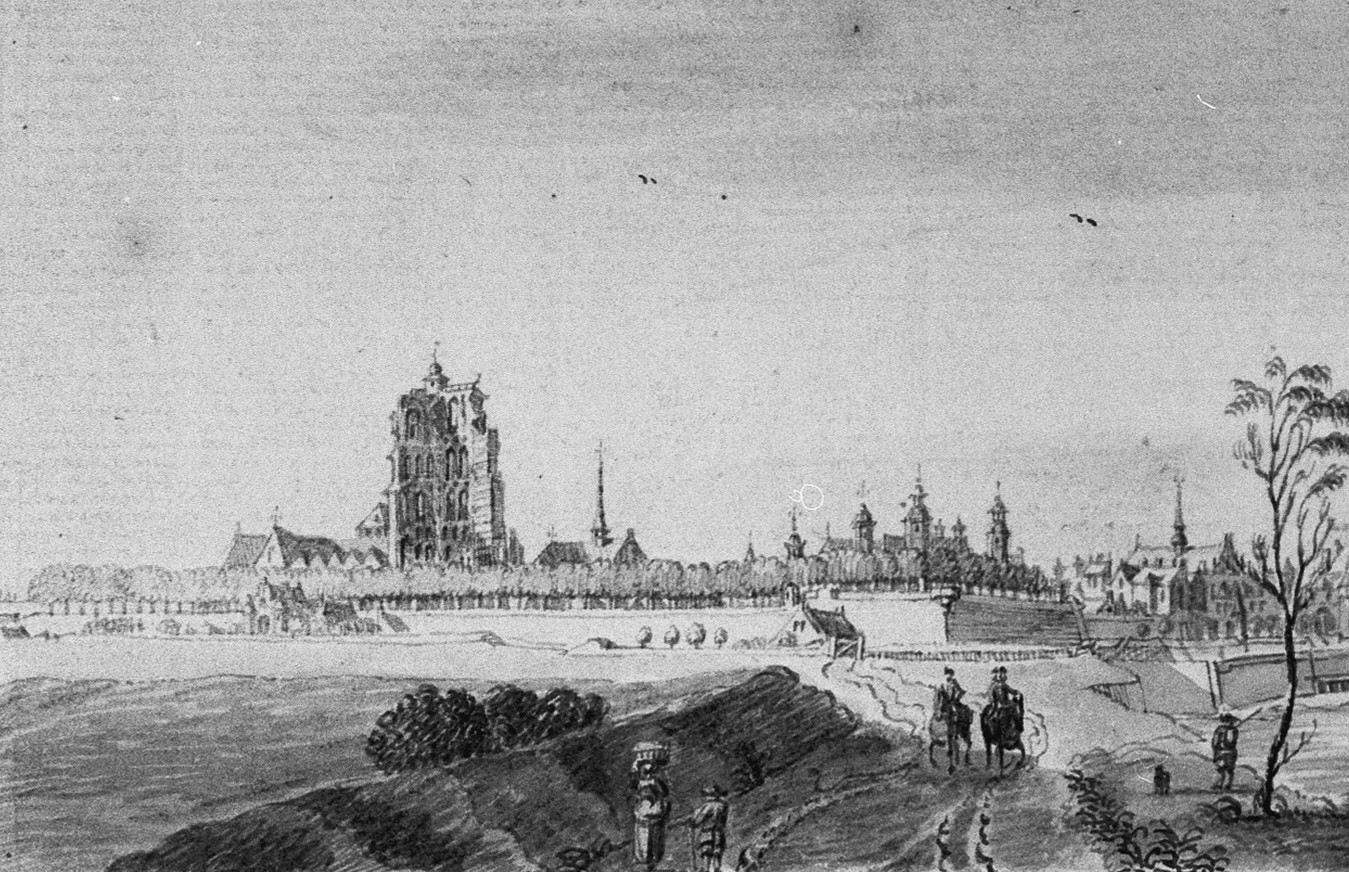
De ruïne van de Stadstoren op een tekening van J. de Beyer uit 1745.

De Stadstoren was een hoge uitkijktoren in de middeleeuwse stad Venlo.
De toren bevond zich bij de ringmuur van vestingstad Venlo, ten oosten van de noordelijke stadspoort (Helpoort) en stond vlak bij de Sint-Martinuskerk, maar was hier niet mee verbonden. Het grondoppervlak was 18 x 18 meter en de hoogte was 300 voet, circa 90 meter. De vier pilaren liepen uit in een arcade en de straat liep hieronderdoor. De Stadstoren, ook wel Grauwe Toren genoemd, maakte geen deel uit van de vestingwerken, maar was als hoge uitkijktoren wel van wezenlijk belang voor de verdediging van de stad. Rond 1410 werd begonnen met de aanleg van de fundamenten en in 1474 was het gebouw waarschijnlijk gereed, omdat er toen een wachthuisje op de toren werd geplaatst.
De toren raakte zwaar beschadigd tijdens het beleg van 1511 door Margaretha van Oostenrijk. In 1532 stortte tijdens een aardbeving de noordwestelijke pilaar van de toren in. De beschadigde toren bleef nog eeuwen staan, maar raakte steeds meer in verval. In 1611 was bij het aanbouwen van twee traveeën aan de achter de toren liggende Sint-Martinuskerk de zuidoostelijke pilaar van de Stadstoren in het kerkgebouw opgenomen. In 1615 was de toren nog 190 voet (54 meter) hoog. Nadat verschillende malen delen van de toren naar beneden waren gekomen werd in 1766 met de sloop begonnen en in 1775 was de afbraak voltooid. Het puin werd onder andere gebruikt om de rond 1740 aangelegde oeververbinding met de Weerd, een voormalig eilandje in de Maas, te verstevigen.
Toen Pierre Cuypers in 1879 begon met de uitbreiding van het kerkgebouw werd op de plaats waar de toren had gestaan het kerkportaal gebouwd. Bij de hevige geallieerde bombardementen op de stad brandden kerk en toren in november 1944 gedeeltelijk af. Tijdens een storm in oktober 1945 stortte de rest van de toren in, waarbij het ingangsportaal en de gewelven onherstelbaar werden beschadigd. Jules Kayser bouwde op de plaats waar eerder de Stadstoren en daarna het ingangsportaal van de kerk hadden gestaan een nieuwe toren voor de Sint-Martinuskerk, die in 1953 gereed kwam. In de zuiderbeuk van de huidige hallenkerk is de in de 17e eeuw in het kerkgebouw opgenomen pilaar van de Stadstoren tot op heden behouden.

Beleg van Venlo in 1511, 1597 en 1606, met telkens aan de rechterzijde de Stadstoren
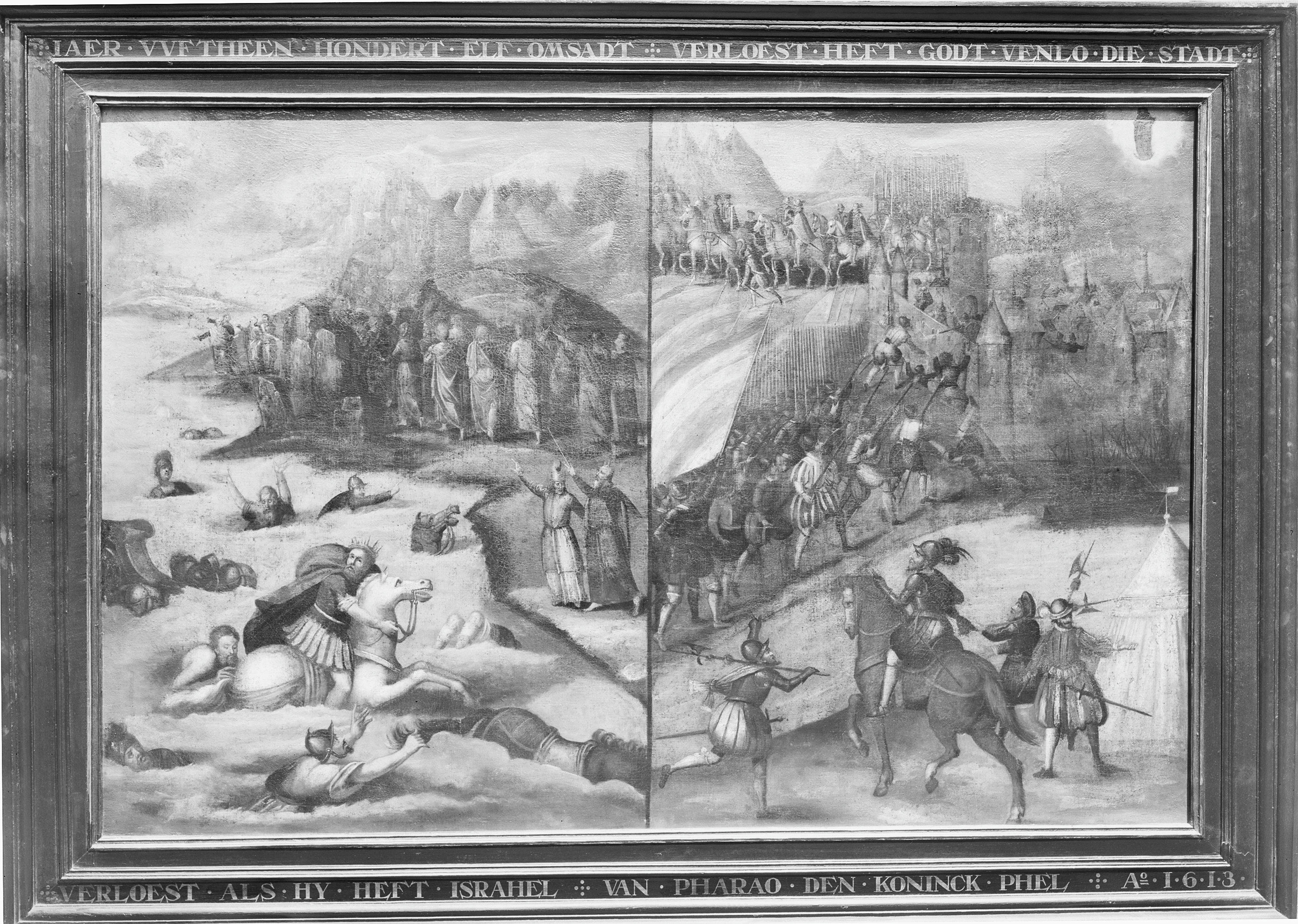
Beleg van Venlo in 1511
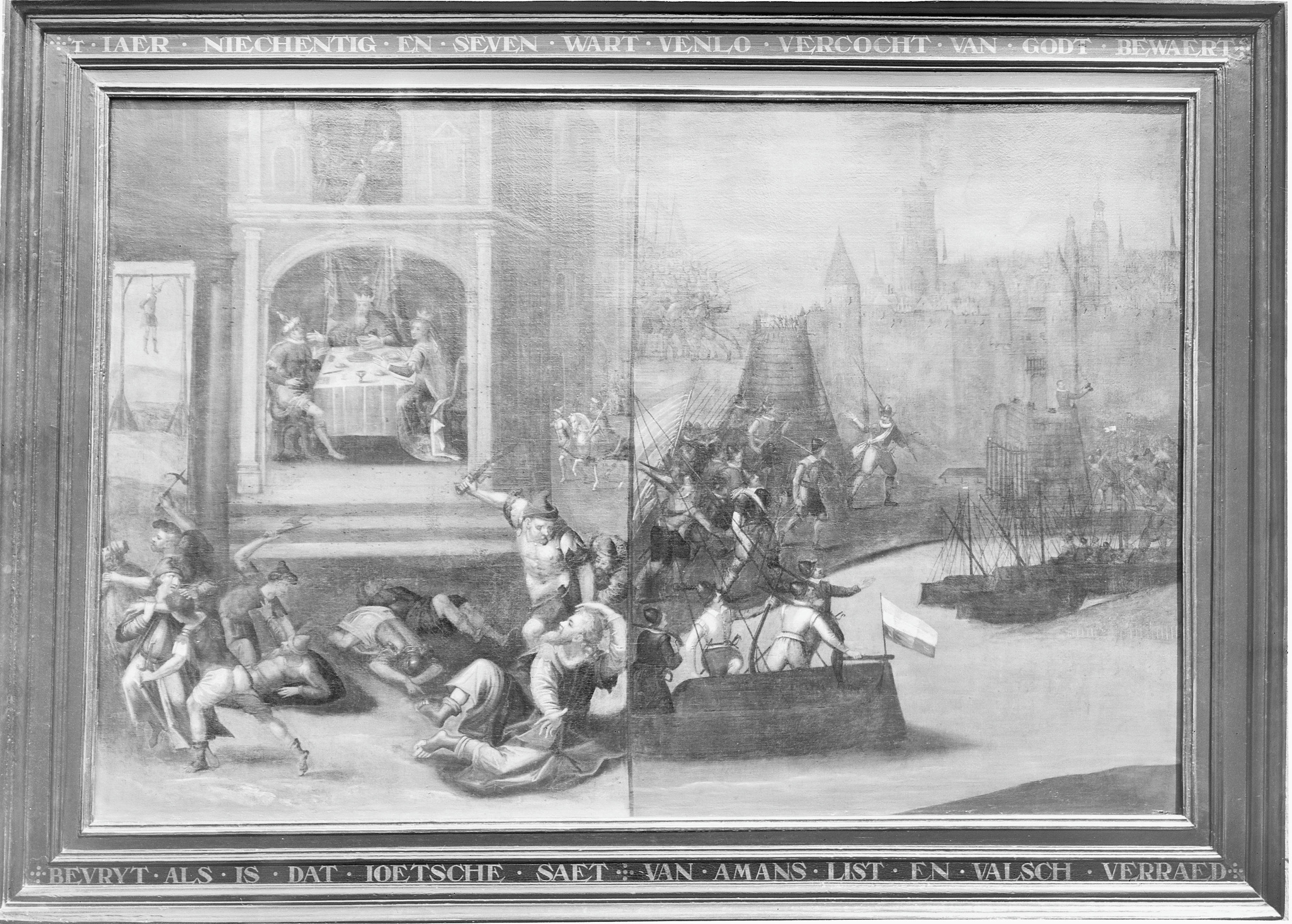
Beleg van Venlo in 1597
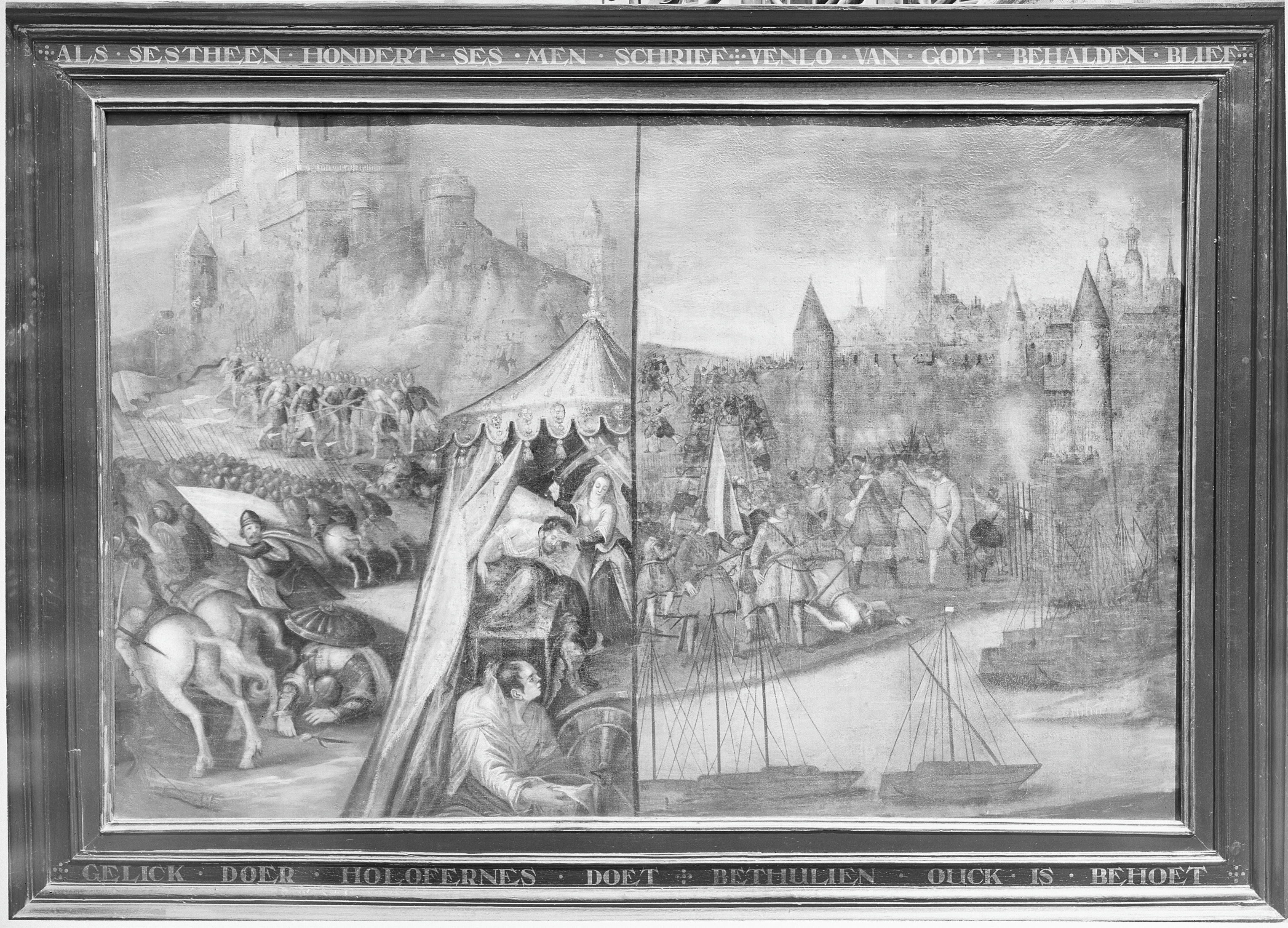
Beleg van Venlo in 1606